# Parapoynx effrenatalis
Parapoynx effrenatalis is een vlinder uit de familie van de grasmotten (Crambidae), uit de onderfamilie van de Acentropinae. De wetenschappelijke naam van deze soort is voor het eerst gepubliceerd in 1876 door Carlos Berg.
De soort komt voor in Argentinië.